# Maddie Ziegler
Madison Nicole Ziegler (/ˈzɪɡlər/ ZIG-lər; sinh ngày 30 tháng 9 năm 2002), hay nghệ danh là Maddie Ziegler, là một vũ công, diễn viên, người mẫu Mỹ. Cô lần đầu được biết đến khi mới 8 tuổi, qua chương trình ti vi Dance Moms trên kênh Lifetime từ năm 2011 đến năm 2016. Từ năm 2014 - 2017, cô trở nên nổi tiếng hơn với tư cách vũ công trong các video ca nhạc của ca sĩ Sia, như "Chandelier" và "Elastic Heart". Cô từng được tạp chí Time xếp vào danh sách "30 most influential teens" (30 thiếu niên có nhiều ảnh hưởng nhất) trong các năm 2015, 2016 và 2017.